# Comuna Vovciok, Nemîriv
Vovciok (în ucraineană Вовчок) este o comună în raionul Nemîriv, regiunea Vinnița, Ucraina, formată din satele Dovjok și Vovciok (reședința).

## Demografie
Componența lingvistică a satului Vovciok
     Ucraineană (98,6%)
     Rusă (1,15%)
     Alte limbi (0,16%)
Conform recensământului din 2001, majoritatea populației satului Vovciok era vorbitoare de ucraineană (98,6%), existând în minoritate și vorbitori de rusă (1,15%).